# I-155 (tàu ngầm Nhật)
I-55 (伊号第五五潜水艦 I-gō Dai-gojūgosensuikan), nguyên là Tàu ngầm số 78, sau đổi tên thành I-155 (伊号第五五潜水艦  I-gō Dai-Hyaku-gojūgosensuikan), là một tàu ngầm tuần dương  Lớp Kaidai thuộc lớp phụ IIIA nhập biên chế cùng Hải quân Đế quốc Nhật Bản vào năm 1927. Trong Chiến tranh Thế giới thứ hai, nó đã thực hiện ba chuyến tuần tra và hỗ trợ cho chiến dịch xâm chiếm Malaya vào tháng 12, 1941 và Đông Ấn thuộc Hà Lan vào đầu năm 1942. Sau đó nó phục vụ chủ yếu như một tàu huấn luyện, nhưng cũng từng tham gia Chiến dịch quần đảo Aleut và cải biến thành tàu chở ngư lôi tự sát Kaiten trước khi đầu hàng lực lượng Đồng Minh vào cuối chiến tranh. Nó bị đánh chìm như mục tiêu vào năm 1946.

## Thiết kế và chế tạo

### Bối cảnh
Sau Chiến tranh Thế giới thứ nhất, Bộ tham mưu Hải quân Đế quốc Nhật Bản bắt đầu cân nhắc chiến tranh tàu ngầm như một thành phần chiến lược của hạm đội, dựa trên thành công của các cường quốc hải quân khi bố trí tàu ngầm tuần dương tầm xa để đánh phá tàu buôn trong Thế Chiến I. Các nhà chiến lược Nhật Bản nhận ra khả năng sử dụng tàu ngầm để trinh sát tầm xa, cũng như trong cuộc chiến tranh tiêu hao chống lại một hạm đội đối phương tiếp cận Nhật Bản. Họ đã sở hữu hai tàu ngầm lớn có tầm hoạt động xa, I-52 và I-52 trong khuôn khổ Chương trình Hạm đội 8-6, khi họ nhận được bảy tàu U-boat của Hải quân Đế quốc Đức vào ngày 20 tháng 6, 1919 như là chiến lợi phẩm sau khi Thế Chiến I kết thúc, Hải quân Nhật bắt đầu xem xét lại các khái niệm thiết kế tàu ngầm của họ. Phía Nhật Bản nhanh chóng thuê hàng trăm kỹ sư, kỹ thuật viên tàu ngầm và sĩ quan U-boat đang thất nghiệp sau khi Đế quốc Đức thua trận, và đưa họ đến Nhật Bản theo hợp đồng kéo dài năm năm. Nhật Bản cũng phái các đại biểu đi sang Cộng hòa Weimar để tích cực mua lại nhiều bằng sáng chế.

### Thiết kế
Những tàu ngầm Lớp Kaidai IIIA là những tàu ngầm hạm đội Nhật Bản đầu tiên được chế tạo hàng loạt.  Phần lớn dựa trên kiểu Kaidai II với chiếc I-52 duy nhất được chế tạo, với thân tàu vỏ kép được gia cố, thiết kế của lớp còn chịu ảnh hưởng bởi U-125, chiếc tàu ngầm Đức chiến lợi phẩm lớn nhất mà họ sở hữu.
Chúng có trọng lượng choán nước 1.800 tấn Anh (1.829 t) khi nổi và 2.300 tấn Anh (2.337 t) khi lặn, lườn tàu có chiều dài 100 m (328 ft 1 in), mạn tàu rộng 8 m (26 ft 3 in) và mớn nước sâu 4,82 m (15 ft 10 in). Thủy thủ đoàn đầy đủ bao gồm 60 sĩ quan và thủy thủ. Thân tàu có kích thước tương tự chiếc I-52, nhưng lớp vỏ trong chịu áp lực dày hơn cho phép nó lặn đến độ sâu 60 m (200 ft). Thể tích bên trong tàu nhỉnh hơn nhờ mặt cắt con tàu có hình thang, nên trọng lượng choán nước tăng thêm 300 tấn. Những khác biệt bên ngoài bao gồm một bộ cắt lưới chống tàu ngầm trước mũi và một vòng O để cứu kéo.
Sulzer tiếp tục được chọn là nhà cung cấp động cơ diesel, với tính năng được cải thiện đôi chút so với I-52. Chúng di chuyển trên mặt nước nhờ hai động cơ diesel 3.400 mã lực phanh (2.535 kW), mỗi chiếc vận hành một trục chân vịt. Khi lặn, mỗi trục được vận hành bởi một động cơ điện 900 mã lực (671 kW). Con tàu có thể đạt tốc độ tối đa 20 hải lý trên giờ (37 km/h; 23 mph) khi nổi và 8 hải lý trên giờ (15 km/h; 9,2 mph) khi lặn. Khi Kaidai IIIA di chuyển trên mặt nước nó đạt tầm xa hoạt động 10.000 hải lý (19.000 km; 12.000 mi) ở tốc độ 10 hải lý trên giờ (19 km/h; 12 mph), và có thể lặn xa 90 nmi (170 km; 100 mi) ở tốc độ 3 hải lý trên giờ (5,6 km/h; 3,5 mph).
Lớp Kaidai IIIA có tám ống phóng ngư lôi 53,3 cm (21,0 in), gồm sáu ống trước mũi và hai ống phía đuôi; mỗi ống mang theo một quả ngư lôi nạp lại, nên mang tổng cộng 16 ngư lôi. Chúng cũng trang bị một 12 cm (4,7 in)/45 caliber trên boong tàu.

### Chế tạo
Thoạt tiên mang tên Tàu ngầm số 78 (第七十八号潜水艦  Dai-nanajuhachi-gō sensuikan), con tàu được đặt lườn tại Xưởng vũ khí Hải quân Kure ở Kure, Hiroshima vào ngày 1 tháng 4, 1924. Đang khi chế tạo, nó được đổi tên thành I-55 vào ngày 1 tháng 11, 1924. Chiếc tàu ngầm được hạ thủy vào ngày 2 tháng 9, 1925, rồi hoàn tất và nhập biên chế vào ngày 5 tháng 9, 1927.

## Lịch sử hoạt động

### 1928 - 1941
Khi nhập biên chế, I-55 được phân về Quân khu Hải quân Kure, và gia nhập Đội tàu ngầm 18, phối thuộc cùng Hải đội Tàu ngầm 2, trực thuộc Đệ Nhị hạm đội, nằm trong thành phần Hạm đội Liên hợp. Trong một đợt thực hành huấn luyện vào ngày 11 tháng 7, 1929, nó phóng ngư lôi tấn công mô phỏng tàu tuần dương hạng nặng Kinugasa, và mắc tai nạn va chạm với Kinugasa ngoài khơi Kyūshū ở vị trí khoảng 20 nmi (37 km) về phía Nam hải đăng Odate Shima, bị hư hại đáng vỏ bọc mũi tàu. Đến ngày 1 tháng 12, 1930, Đội tàu ngầm 18 được điều sang Đội Phòng thủ Kure thuộc Quân khu Hải quân Kure. rồi đến ngày 1 tháng 12, 1931, đơn vị này lại có một lượt phục vụ cùng Hải đội Tàu ngầm 2 thuộc Đệ Nhị hạm đội.
Lúc 13 giờ 48 phút ngày 10 tháng 2, 1932, trong khi Đội tàu ngầm 18 đang cơ động thực hành hạm đội ngoài khơi Kyūshū ở vị trí khoảng 20 nmi (37 km) về phía Nam hải đăng Odate Shima, tàu ngầm chị em I-54 gặp trục trặc bánh lái. Nó giảm tốc độ xuống còn 3 kn (5,6 km/h), nhưng vẫn không tránh khỏi húc phải I-55. I-54 bị hư hại mũi tàu và một trong các khoang của nó bị ngập nước, nhưng I-55 chỉ bị hư hại nhẹ.
Trong giai đoạn từ tháng 2, 1932 đến tháng 2, 1934, Đội tàu ngầm 18 lần lượt phục vụ cùng Hải đội Tàu ngầm 2 thuộc Đệ Nhị hạm đội, rồi quay lại Đội Phòng thủ Kure thuộc Quân khu Hải quân Kure vào ngày 15 tháng 11, 1933, rồi chuyển sang Hải đội Bảo vệ Kure thuộc Quân khu Hải quân Kure vào ngày 11 tháng 12, 1933, trước khi có một lượt phục vụ thứ ba cùng Hải đội Tàu ngầm 2 thuộc Đệ Nhị hạm đội vào ngày 1 tháng 2, 1934. Lịch sử hoạt động của I-55 trong giai đoạn này không rõ; một nguồn cho rằng sau tai nạn với I-54 nó được giữ lại thành phần dự bị tại Kure. Các nguồn khác cho rằng vào ngày 29 tháng 6, 1933, I-55 đã cùng với các tàu ngầm khác thuộc Đội tàu ngầm 18: I-53 và I-54, và Đội tàu ngầm 19 bao gồm các chiếc I-56, I-57 và I-58, khởi hành từ Sasebo cho một đợt huấn luyện ngoài khơi Trung Quốc và Mã Công thuộc quần đảo Bành Hồ, và khi kết thúc đã đi đến Cao Hùng, Đài Loan vào ngày 5 tháng 7, 1933. Họ rời Cao Hùng vào ngày 13 tháng 7 để tiếp tục huấn luyện tại vùng biển Trung Quốc rồi quay trở lại vịnh Tokyo vào ngày 21 tháng 8. Đến ngày 25 tháng 8, cả sáu chiếc tàu ngầm đều đã tham gia cuộc duyệt binh hạm đội tại Yokohama.
I-55 khởi hành từ Sasebo vào ngày 7 tháng 2, 1935, để cùng tám tàu ngầm khác thuộc Hải đội Tàu ngầm 2; I-53, I-54, I-59, I-60, I-61, I-62, I-63 và I-64, cho một chuyến đi huấn luyện tại khu vực quần đảo Kuril. Chuyến đi kết thúc khi họ đến vịnh Sukumo, Shikoku vào ngày 25 tháng 2, 1935. Chín chiếc tàu ngầm đã rời Sasebo vào ngày 29 tháng 3, 1935 để huấn luyện tại vùng biển Trung Quốc, và quay trở lại Sasebo vào ngày 4 tháng 4, 1935. Đến ngày 15 tháng 11, 1935, Đội tàu ngầm 18 được điều động sang Hải đội Tàu ngầm 1 trực thuộc Đệ Nhất hạm đội, nằm trong thành phần Hạm đội Liên hợp.
Trong một đợt thực tập của đội tàu ngầm ngoài khơi Kyūshū vào ngày 10 tháng 5, 1936, I-55 mắc tai nạn va chạm với tàu chị em I-53, và bị hư hại nhẹ vỏ bọc mũi tàu. Đến ngày 23 tháng 7, 1936, nó bị hư hại nghiêm trọng hơn khi Hạm đội Liên hợp trong lúc tập trận đã gặp phải một cơn bão ngoài khơi Beppu, Kyūshū. I-55 bị mắc cạn trong eo biển Terajima, bị hư hại nặng lườn tàu. Sau khi tháo dỡ một phần cấu trúc thượng tầng, chiếc tàu ngầm nổi trở lại và được kéo về Kure vào ngày 31 tháng 7, 1936, nơi nó vào ụ tàu để sửa chữa. I-53 được đưa về thành phần dự bị vào ngày hôm đó, và toàn bộ Đội tàu ngầm 18 được đưa về thành phần dự bị tại Kure từ ngày 20 tháng 8, 1936.
Đội tàu ngầm 18 quay trở lại tình trạng hiện dịch vào ngày 1 tháng 10, 1936, khi đơn vị này có lượt phục vụ cùng Hải đội Tàu ngầm 1 trực thuộc Đệ Nhất hạm đội, và I-55 hoạt động cùng Đội tàu ngầm 18 từ ngày 1 tháng 12, 1936. Đến ngày 15 tháng 11, 1939, Đội tàu ngầm 18 được điều sang Hải đội Tàu ngầm 4 trực thuộc Đệ Nhất hạm đội, Vào ngày 11 tháng 10, 1940, I-55 là một trong số 98 tàu chiến của Hải quân Đế quốc Nhật Bản được tập trung cùng với hơn 500 máy bay dọc bờ biển vịnh Yokohama để tham gia cuộc duyệt binh hạm đội lớn nhất trong lịch sử Nhật Bản, nhân kỷ niệm 2.600 năm đăng quang của Thiên hoàng Jimmu. Hải đội Tàu ngầm 4 được đặt dưới quyền điều động trực tiếp của Hạm đội Liên hợp vào ngày 15 tháng 11, 1940.

### 1941 - 1942
Khi lực lượng Hải quân Nhật Bản bắt đầu được huy động để chuẩn bị cho cuộc xung đột tại Thái Bình Dương, I-53, I-54 và I-55 khởi hành từ Kure vào ngày 20 tháng 11, 1941 để hướng sang Samah (nay là Tam Á) trên đảo Hải Nam, Trung Quốc, đến nơi vào ngày 26 tháng 11. Chúng rời Samah vào ngày 1 tháng 12 để hỗ trợ cho chiến dịch xâm chiếm Mã Lai thuộc Anh, I-55 cùng với I-53 và I-54 đi đến khu vực tuần tra trong biển Đông, hình thành nên tuyến tuần tra về phía Đông Kuantan, Malaya vào ngày 7 tháng 12.

#### Chuyến tuần tra thứ nhất
Xung đột chính thức bắt đầu vào ngày 8 tháng 12, (7 tháng 12 bên kia đường đổi ngày), khi Hải quân Nhật bất ngờ tấn công căn cứ Trân Châu Cảng của Hải quân Hoa Kỳ, và Nhật Bản cũng bắt đầu xâm chiếm Malaya vào ngày hôm đó. Trong các ngày 9 và 10 tháng 12, I-55 tìm cách đánh chặn Lực lượng Z, một lực lượng đặc nhiệm Hải quân Hoàng gia Anh được hình thành chung quanh thiết giáp hạm HMS Prince of Wales và tàu chiến-tuần dương HMS Repulse, trước khi đối phương đe dọa các đoàn tàu vận tải Nhật Bản. Máy bay ném bom-ngư lôi Nhật Bản xuất phát từ Đông Dương thuộc Pháp đã đánh chìm cả hai chiếc tàu chiến chủ lực Anh vào ngày 10 tháng 12, trước khi I-55 có dịp đối đầu.
Đến sáng sớm ngày 14 tháng 12, 1941, tàu ngầm Hà Lan HNLMS K XII phát hiện tiếng chân vịt, và đến 11 giờ 00 trông thấy một kính tiềm vọng bên mạn phải tàu. K XII đổi hướng để tìm cách húc đối thủ, tiếp cận vị trí nghi ngờ ở khoảng cách 100 m (109 yd) khi kính tiềm vọng lại xuất hiện phía bên mạn trái tàu. K XII từ bỏ ý định húc đối thủ và rút lui. Mục tiêu của K XII có thể là I-54, I-55 hoặc I-56. Sau chuyến tuần tra mà không bắt gặp mục tiêu nào, I-55 quay về căn cứ tại vịnh Cam Ranh, Đông Dương thuộc Pháp vào ngày 20 tháng 12.

#### Chuyến tuần tra thứ hai
I-55 rời vịnh Cam Ranh vào ngày 29 tháng 12 cho chuyến tuần tra tiếp theo. Nó hoạt động tại khu vực eo biển Bangka ngoài khơi Sumatra nhưng không bắt gặp mục tiêu nào, và quay về căn cứ vịnh Cam Ranh vào ngày 14 tháng 1, 1942.

#### Chuyến tuần tra thứ ba
I-55 rời vịnh Cam Ranh vào ngày 31 tháng 1, 1943 cho chuyến tuần tra thứ ba tại lối tiếp cận phía Nam của eo biển Lombok giữa Bali và Lombok. Sau khi được tiếp thêm nhiên liệu tại căn cứ tiền phương tại quần đảo Anambas vào ngày 2 tháng 2, nó đi đến khu vực tuần tra được chỉ định. Khi tàu ngầm Ro-34 tiêu phí hết số ngư lôi mang theo tấn công một đoàn tàu vận tải Đồng Minh, I-53, I-54 và I-55 được lệnh tuần tra tại khu vực của Ro-34 vào ngày 5 tháng 2. Hai ngày sau đó, I-55 bắt gặp tàu chở hành khách Hà Lan Van Cloon (4.519 tấn) và tấn công bằng hải pháo, buộc mục tiêu phải mắc cạn tại bờ biển phía Nam đảo Bawean, tại tọa độ 06°18′N 111°36′Đ / 6,3°N 111,6°Đ. Tàu tuần tra Hoa Kỳ USS Isabel (PY-10) đi đến hiện trường và cứu được 187 người sống sót từ Van Cloon, rồi nả pháo nhắm vào I-55 khi chiếc tàu ngầm trồi lên mặt nước gần đó. I-55 buộc phải lặn xuống và tiếp tục bị một thủy phi cơ PBY Catalina tấn công.
Sau khi lực lượng Nhật Bản đổ bộ thành công lên Java và Sumatra vào ngày 8 tháng 2, đến ngày 13 tháng 2, I-55 lại đánh trúng hai quả ngư lôi vào tàu buôn Anh SS Derrymore lúc 21 giờ 02 phút trong biển Java. Derrymore đang trong hành trình từ Singapore đến Batavia, Java, với 7.000 tấn hàng quân sự bao gồm đạn dược và sáu máy bay tiêm kích Hawker Hurricane Mark II đóng thùng, và vận chuyển 209 nhân sự Không quân Hoàng gia Australia (RAAF). Derrymore (4.799 tấn) đắm sau 90 phút tại vị trí cách 50 nmi (93 km) về phía Tây Bắc Batavia, tại tọa độ 05°18′N 106°20′Đ / 5,3°N 106,333°Đ, với chín binh lính Australia tử trận. Tàu corvette Australia HMAS Ballarat đã nhanh chóng đến cứu vớt 36 thủy thủ (bao gồm bốn pháo thủ) và 200 nhân sự RAAF còn lại.
Đến ngày 17 tháng 2, I-55 cùng I-56 được lệnh đi đến Kendari, tại bờ biển phía Đông Celebes. Sang ngày hôm sau, chiếc tàu ngầm báo cáo đã đánh chìm một tàu buôn Đồng Minh bằng hải pháo, cho dù mục tiêu của nó, nhiều khả năng là chiếc tàu chở dầu Na Uy SS Madrono (5.804 tấn), không bị hư hại.  Nó kết thúc chuyến tuần tra khi về đến vịnh Staring gần Kendari vào ngày 21 tháng 2.

### 1942 – 1943
Hải đội Tàu ngầm 4 được giải thể vào ngày 10 tháng 3, 1942, và Đội tàu ngầm 18 được điều động về Đơn vị Phòng vệ Kure tại vùng biển nhà. I-53, I-54 và I-55 rời vịnh Staring vào ngày 16 tháng 3 và về đến Kure, Hiroshima vào ngày 25 tháng 3, nơi chúng đảm nhiệm vai trò tàu huấn luyện. Vào ngày 20 tháng 5, 1942, I-55 được đổi tên thành I-155 (伊号第五五潜水艦 I-gō Dai-Hyaku-gojūgo sensuikan). I-155 có thể tiếp tục nằm trong thành phần Đội tàu ngầm 18 cho đến ngày 31 tháng 1, 1944; nhưng nguồn khác cho rằng nó được điều về Đơn vị Phòng vệ Kure vào ngày 10 tháng 3, 1942 và chỉ quay trở lại Đội tàu ngầm 18 trực thuộc Quân khu Hải quân Kure từ ngày 1 tháng 4, 1943. Sau đó nó được điều sang Đội tàu ngầm 33 thuộc Hải đội Phòng vệ Kure trực thuộc Quân khu Hải quân Kure từ ngày 20 tháng 4, 1943.

#### Chiến dịch quần đảo Aleut
Vào ngày 21 tháng 5, 1943, Đại bản doanh Nhật Bản quyết định kết thúc Chiến dịch quần đảo Aleut và triệt thoái lực lượng khỏi đảo Kiska thuộc quần đảo Aleut. I-155 được huy động vào nhiệm vụ này, tạm thời điều về Hải đội Tàu ngầm 1 và khởi hành từ Kure vào ngày 22 tháng 5, ghé đến Yokosuka từ ngày 23 đến ngày 26 tháng 5, và tiếp tục đi đến Paramushiro ở phía Bắc quần đảo Kuril. Tại đây nó tạm thời phối thuộc cùng Lực lượng Triệt thoái Kiska thuộc Lực lượng Quân khu Bắc, trực thuộc Đệ Ngũ hạm đội vào ngày 29 tháng 5 cùng với các tàu ngầm I-2, I-7, I-21, I-24, I-34, I-36, I-156, I-157, I-168, I-169 và I-171. Nó đi đến Paramushiro vào ngày 2 tháng 6, và lên đường hai ngày sau đó để vận chuyển tiếp liệu cho lực lượng đồn trú tại Kiska. Tuy nhiên con tàu bị hư hại bởi sóng to do biển động nên buộc phải quay trở lại Paramushiro, đến nơi vào ngày 7 tháng 6. Nó rời Paramushiro vào ngày 14 tháng 6 và quay trở về Kure để sửa chữa, đến nơi vào ngày 20 tháng 6. Kế hoạch I-155 tham gia vào hoạt động tại Kiska bị hủy bỏ.

### 1943 – 1945
Sau khi hoàn tất việc sửa chữa, I-155 quay trở lại nhiệm vụ của tàu huấn luyện trong thành phần Đội tàu ngầm 33 thuộc Hải đội Phòng vệ Kure trực thuộc Quân khu Hải quân Kure từ ngày 28 tháng 7, 1943, rồi quay lại Đội tàu ngầm 18 thuộc Hải đội Tàu ngầm Kure từ ngày 1 tháng 12. Vào ngày 5 tháng 1, 1944, nó tham gia giai đoạn đầu một thử nghiệm ngụy trang của Trường Tàu ngầm Hải quân trong biển nội địa Seto, nhằm xác định hiệu quả của màu sơn để tránh bị phát hiện bởi hạm tàu nổi hay máy bay. Con tàu được sơn lại theo sơ đồ ngụy trang thử nghiệm, khi được phủ một lớp sơn xám đậm ánh xanh lên các mặt tháp chỉ huy và phía trên thân tàu, vốn chịu ảnh hưởng bởi chiếc U-boat Đức U-511 được Nhật Bản mua năm 1943 và đổi tên thành Ro-500. Thử nghiệm này đã không thành công.
Vào ngày 31 tháng 1, 1944, I-155 được điều động sang Đội tàu ngầm 19 thuộc Hải đội Tàu ngầm Kure nhưng không có thủy thủ đoàn thường trực. Từ ngày 23 đến ngày 25 tháng 2, nó lại thử nghiệm một sơ đồ ngụy trang mới màu xám xanh ánh đen. Đang khi lặn lúc 11 giờ 50 phút ngày 5 tháng 5, nó bị hư hại do va chạm với tàu chở dầu-thủy phi cơ Hayasui ngoài khơi Kabuto-jima trong vịnh Hiroshima.

#### Tàu ngầm mang ngư lôiKaiten
Đến ngày 20 tháng 4, 1945, I-155 cùng tàu ngầm I-122 được điều sang Đội tàu ngầm 33 thuộc Hải đội Tàu ngầm Kure trực thuộc Quân khu Hải quân Kure, rồi đến cuối tháng 4 nó được cải biến để vận chuyển ngư lôi cảm tử Kaiten đến các căn cứ tại Shikoku. Khẩu hải pháo 120 milimét (4,7 in) trên boong tàu được tháo dỡ, thay thế bằng các bộ gá để vận chuyển hai ngư lôi Kaiten. Đến ngày 20 tháng 7, chiếc tàu ngầm được đưa về thành phần dự bị và neo đậu tại Trường Tàu ngầm Kure.
Vào những ngày cuối cùng của cuộc xung đột, I-155 được chọn thực hiện một nhiệm vụ Kaiten. Nó nhập biên chế trở lại vào đầu tháng 8, và trang bị hai ngư lôi Kaiten tại căn cứ hải quân ở Ōzushima trong biển nội địa Seto. Theo kế hoạch nó sẽ cùng tàu ngầm I-156 khởi hành từ Hirao, Yamaguchi vào ngày 25 tháng 8 trong thành phần Đội Kaiten Shinshu-tai để tấn công tàu bè Đồng Minh. Cho dù Thiên hoàng Hirohito đã công bố Nhật Bản chấp nhận đầu hàng vô điều kiện vào ngày 15 tháng 8, I-155 và I-156 vẫn xuất phát từ Hirao vào ngày 25 tháng 8 theo kế hoạch ban đầu. Nhiệm vụ tự sát bị hủy bỏ và các tàu ngầm được gọi quay trở lại cảng. I-155 đầu hàng lực lượng Đồng Minh tại Kure vào ngày 2 tháng 9, và nó được rút tên khỏi đăng bạ vào ngày 20 tháng 11, 1945.
I-155 nằm trong số 17 tàu ngầm được sử dụng như mục tiêu thực hành tác xạ, và bị hỏa lực từ các tàu khu trục Australia HMAS Quiberon và tàu sà lúp Ấn Độ HMIS Sutlej đánh chìm trong biển nội địa Seto vào ngày 8 tháng 5, 1946, trong khuôn khổ Chiến dịch Bottom.